# Internationaux de Nouvelle-Calédonie 2016 - Singolare
Il singolare maschile degli Internationaux de Nouvelle-Calédonie 2016 è stato un torneo di tennis facente parte dell'ATP Challenger Tour 2016. 
Steve Darcis era il detentore del titolo e non ha partecipato a questa edizione. Adrian Mannarino ha vinto il torneo sconfiggendo in finale Alejandro Falla con il punteggio di 5-7 6-2 6–2.